# Associazione Calcio ChievoVerona
O Associazione Calcio Chievo Verona, comumente referido como Chievo Verona ou simplesmente Chievo é um clube italiano da cidade de Verona, que disputou a Serie B italiana pela temporada 2020/21. O estádio onde o clube sediava suas partidas é o Marcantonio Bentegodi que possui capacidade para 38.402 pessoas que era dividido com o clube rival Hellas Verona.
Em vêneto a equipe é chamada Ceo, mesmo que o apelido mais famoso no resto da Itália seja "I mussi" ou  "I mussi che voła", ou em português "Burros voadores", ironicamente atribuído em resposta as provocações dos fãs do Hellas Verona. Durante a sua história o clube trocou de nome seis vezes.
O Chievo está em uma situação única no futebol italiano, sendo o único clube proveniente de uma pequena cidade a ter "escalado a pirâmide do futebol" até chegar ao topo na Série A: a associação teve, ao longo de sua história, um aumento notável, da série amadora até chegar a cúpula do futebol profissional. Na verdade, ganhou a promoção para a Serie C2 em 1986, o clube em 1989 foi promovido a Serie C1, e, em 1994 para a Serie B. Graças à histórica promoção à Serie A em 2001, ganhou grande atenção da mídia e tornou-se conhecido pelo público em geral. A partir da chegada, da equipe que era apenas distrital, ao topo do futebol italiano, ela começou a ser vista como um grande clube e como um exemplo de uma boa gestão empresarial, e passou a ser vista como um modelo para outras equipes.
Em 2002, estreou também no futebol europeu e competiu na Liga Europa da UEFA, enquanto em 2006 participou da fase eliminatória da UEFA Champions League, graças às aplicações das penalidades que rebaixaram a Juventus para a Serie B, além de terem removido pontos de Fiorentina, Lazio e Milan. Foi rebaixada a Serie B na temporada 2006-07, no ano seguinte se recuperando ao ganhar tal competição. Em 30 de janeiro de 2011, em uma partida contra o Brescia, a equipe chegou à sua centésima vitória na Serie A.
Em 3 de agosto de 2021, a equipe foi dissolvida das divisões profissionais após dívidas com a federação italiana.Ele reiniciou suas atividades em 2024, depois que o proprietário do FC Clivense e ex-astro do Chievo, Sergio Pellissier, adquiriu os direitos originais do ChievoVerona e renomeou seu clube de acordo.

## História

### Falência e dissolução (2019-2021)
Em julho de 2021, Chievo foi expulso da Série B para a temporada 2021-22 porque não conseguiu provar sua viabilidade financeira devido ao pagamento de impostos pendentes. O clube argumentou haver um acordo em vigor durante a pandemia da COVID-19 que lhes permitia repartir os pagamentos por um período mais longo. Entretanto, após três recursos sem sucesso, a decisão de barrar Chievo Verona de se registrar na Série B foi mantida, com Cosenza tomando seu lugar na Série B. Como resultado, eles foram considerados efetivamente falidos, o que significa que tiveram que reiniciar o clube a partir da Série D.
Durante o mês seguinte, o ex-capitão Sergio Pellissier liderou a busca de um novo grupo proprietário para permitir que a equipe jogasse na Série D. Entretanto, em 21 de agosto, Pellissier anunciou em uma postagem no Instagram que nenhum proprietário foi encontrado a tempo para o prazo de registro da Série D, o que significa que o clube deixaria de existir.

## Refundação
Em 10 de maio de 2024 o ex-jogador e maior ídolo da equipe Sergio Pellissier Conseguiu registrar a marca do Chievo e passou a usá-la em seu time, o FC Clivense. Isso permitiu que, no início da temporada 2024/25, o Chievo retomasse suas atividades na quarta divisão italiana, recomeçando tudo de novo.

## Títulos
| Nacionais | Nacionais  | Nacionais | Nacionais  |
|           | Competição | Títulos   | Temporadas |
| --------- | ---------- | --------- | ---------- |
|           | Serie B    | 1         | 2007-08    |
| Itália    | Serie C1   | 1         | 1993-94    |
| Itália    | Serie C2   | 1         | 1988-89    |
| Itália    | Serie D    | 1         | 1985-86    |

Outros
- 2ª Divisione Veneta: 4

(1951, 1965, 1968, 1969)
- Promozione Veneta: 1

(1975)

## Transferências
| Entradas |      |                |      |
| Jogador  | Pos. | Clube anterior | Modo |

| Saídas  |      |                  |      |
| Jogador | Pos. | Clube de destino | Modo |